# 弗雷米方丹
弗雷米方丹（法語：Fremifontaine，亦作，法語發音：[fʁemifɔ̃tɛn] ⓘ）是法国大東部大區孚日省的一个市镇，属于孚日圣迪耶区。

## 地理
弗雷米方丹（48°16'13"N, 6°41'5"E）面积9.56 平方千米，位于法国大東部大區孚日省，该省份为法国东北部内陆省份，北起默兹省和默尔特-摩泽尔省，西接上马恩省，南至上索恩省和贝尔福地区省，东临上莱茵省和下莱茵省。
与弗雷米方丹接壤的市镇（或旧市镇、城区）包括：莫尔塔涅、阿朗泰勒河畔皮埃尔蓬、圣埃莱娜、欧特雷、布鲁沃略尔、格朗德维莱尔。
弗雷米方丹的时区为UTC+01:00、UTC+02:00（夏令时）。

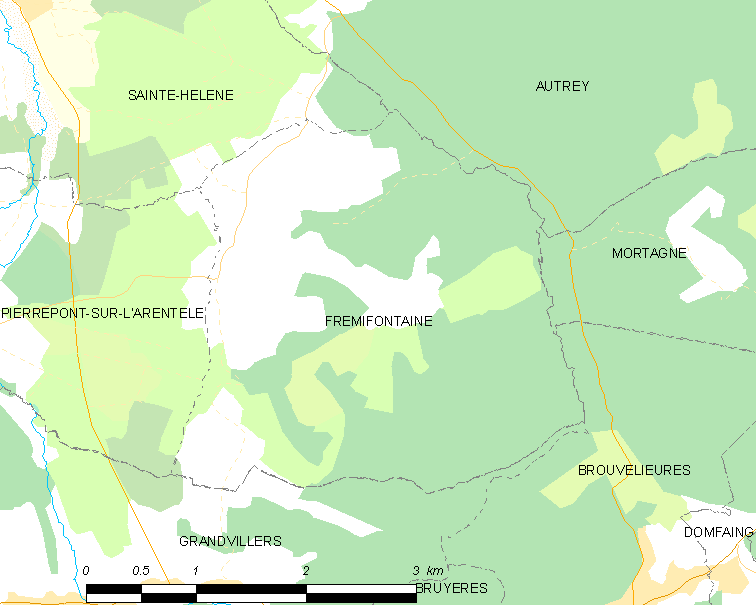
弗雷米方丹的OSM定位图

## 行政
弗雷米方丹的邮政编码为88600，INSEE市镇编码为88184。

## 政治
弗雷米方丹所属的省级选区为布吕耶尔县。

## 人口

1962-2008年间弗雷米方丹人口变化图示

弗雷米方丹于2022年1月1日时的人口数量为421人。